# Hrappseyjarprentsmiðja
Die Hrappseyjarprentsmiðja (dt. Hrappsey-Druckerei) war eine Druckerei in Island auf der Insel Hrappsey im Breiðafjörður. Sie bestand von 1773 bis 1794.

## Gründung und Betrieb
Im 18. Jahrhundert existierte zunächst nur eine einzige Druckerei in Island, die zum Bischofssitz von Hólar im Norden des Landes gehörte und entsprechend den Schwerpunkt auf religiöse Schriften legte.
Gebildete Isländer waren ab der Mitte des 18. Jahrhunderts bestrebt, die Ideen der Aufklärung, die sie zumeist beim Studium in Kopenhagen kennengelernt hatten, in Island zu verbreiten. Daher gründete Ólafur Ólafsson, der sich auch den latinisierten Beinamen Olavius gab, im Jahre 1773 eine private, von der Kirche unabhängige Druckerei auf der Insel Hrappsey, die an der Einmündung des Seitenfjords Hvammsfjörður in den Breiðafjörður in West-Island liegt.
Finanziert wurde das Unternehmen von dem dortigen Großbauern Bogi Benediktsson, unter dessen Schwiegersöhnen zwei bekannte Dichter waren, nämlich Bjarni Thorarensen und Jón Þorláksson.
Die Druckerei bestand bis 1794, danach wurde sie in die Leirársveit zwischen Borgarnes und Akranes verlegt.

## Produkte
Der Zweck der Druckerei war, Druckerzeugnisse – Zeitschriften und Bücher – zu erstellen und herauszugeben, die nichtreligiösen Inhalts waren. Es war die erste derartige Druckerei in Island.
Nach dem ersten Jahr ihrer Existenz kaufte Bogi Benediktsson die Druckerei von Ólafur Ólavius und war von da an ihr alleiniger Besitzer. Allerdings fungierte der Sýslumaður von Dalasýsla Magnús Ketilsson als Herausgeber und Redakteur.
Als erstes Druckerzeugnis gab man eine Zeitschrift heraus, die – vermutlich wegen der dänischen Geldgeber – auf Dänisch verfasste Islandske Maaneds-Tidender, welche die erste in Island erschienene Zeitschrift war. Magnús Ketilsson schrieb zahlreiche wissenschaftliche Texte, veröffentlichte sie mit Hilfe der Druckerei und verfolgte damit Ziele der Aufklärung im Sinne einer Volksbildung.
Auch literarische Werke wurden herausgegeben, so etwa Werke der Autoren Eggert Ólafsson, Björn Halldórsson und Jón Þorláksson. Ebenso wurde die erste Druckversion der Egilssaga auf Hrappsey erstellt. Insgesamt erschienen in den 19 Jahren des Bestehens der Druckerei auf Hrappsey nicht weniger als 83 Schrifterzeugnisse, u. a. über neueste Erkenntnisse in der Agrarwissenschaft und in den Wirtschaftswissenschaften.

## Gespenstergeschichte
In einer Sammlung von isländischen Volkssagen, die im 19. Jahrhundert von Jón Árnason zusammengestellt und herausgegeben wurde, findet sich eine Abhandlung bezüglich der Druckerei auf Hrappsey. Ihr zufolge hatte sich der vorherige Besitzer des Hauses erhängt und es wurde gesagt, dass er darin umginge. Die einmal nach einem Fest auf dem Dachboden übernachtenden Töchter des späteren Besitzers Bogi Benediktsson hörten entsprechende Geräusche in den unteren Räumen. Es wurde spekuliert, dass Bogi das Haus deswegen zu einem besonders guten Preis bekommen hätte.